# State Line City
State Line City – miasto w Stanach Zjednoczonych, w stanie Indiana, w hrabstwie Warren.